# Alexandre-Pierre Odart

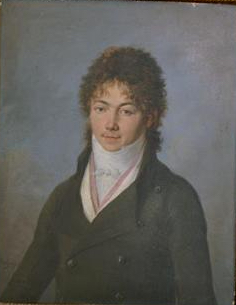

Alexandre-Pierre Odart (Indre e Loira, 1º maggio 1778 – Tours, agosto 1866) è stato un nobile e scrittore francese, considerato il fondatore della ampelografia moderna.

## Biografia

### Attività
Conte di Tours, dedicò interamente la sua vita all'ampelografia, pubblicando i suoi studi nella sua opera più celebre, Il Traité d'Ampélographie Universelle (Trattato di ampelografia universale), datata 1845. Prima di questa però pubblicò altre diverse opere tra il 1836 e il 1841. 
Considerato il padre della cosiddetta ampelografia moderna, seppe imporre la sua teoria durante una delle più gravi crisi che colpì la viticoltura francese. Tra le iniziative vi furono quelle di indirizzare i viticoltori a studiare i propri vitigni, sfatare la teoria che voleva la degenerazione delle specie di frutti coltivati da molto tempo e dare la giusta considerazione alla moltiplicazione della vite per seme. Tra i suoi allievi più illustri è da annoverare il barone Antonio Mendola.

## Principali opere
- Exposé des divers modes de la culture de la vigne et des différents procédés de vinification - Tours 1837
- Compte rendu d'une mission en Hongrie dans l'intérêt de l'industrie vinicole et Œnologique - Tours 1839
- Essai d'ampélographie ou description des cépages les plus estimés dans tous les vignobles de l'Europe -Tours 1841
- Manuel du vigneron: exposé des divers procédés de culture de la vigne et de la vinification - Parigi 1845
- Ampélographie universelle ou traité des cépages les plus estimés dans tous les vignobles de quelque renom - Tours 1845, 1849 e Parigi 1854,1859,1862,1874